# Festival de Cannes 1982
Le Festival de Cannes 1982, 35e édition, a lieu du 14 au 26 mai 1982 et se déroule pour la dernière année au Palais des Festivals dit Palais Croisette, 50 du boulevard de la Croisette. La construction du nouveau Palais des festivals et des congrès de Cannes à l'emplacement du Casino municipal de Cannes, détruit à cet effet, à l'entrée de la Croisette se termine. Le Palais Croisette sera démoli en 1988, au grand dam des cinéphiles, pour être remplacé par le complexe hôtelier du Noga Hilton puis du palais Stéphanie puis du JW Marriott Cannes.

## Jury de la compétition
- Président du jury : Giorgio Strehler, metteur en scène
- Claude Soulé
- Florian Hopf, critique
- Gabriel García Márquez, écrivain
- Geraldine Chaplin, comédienne
- Jean-Jacques Annaud, réalisateur
- Mrinal Sen, réalisateur
- René Thévenet, producteur
- Sidney Lumet, réalisateur
- Suso Cecchi D'Amico, scénariste

## Sélections

### Sélection officielle

#### Compétition
La sélection officielle en compétition se compose de 22 films :
- L'Île des amours (A Ilha dos Amores) de Paulo Rocha  Portugal
- À toute allure de Robert Kramer  France
- La Véritable Histoire de Ah Q (Ā Q Zhèngzhuàn) de Cen Fan  Chine
- Britannia Hospital de Lindsay Anderson  Royaume-Uni
- Cecilia de Humberto Solás  Cuba
- Douce enquête sur la violence de Gérard Guérin  France
- Fitzcarraldo de Werner Herzog  Allemagne
- Hammett de Wim Wenders  États-Unis
- Identification d'une femme (Identificazione di una donna) de Michelangelo Antonioni  Italie
- Invitation au voyage de Peter Del Monte  France
- La Nuit de San Lorenzo (La notte di San Lorenzo) des frères Taviani  Italie
- La Nuit de Varennes d'Ettore Scola  Italie
- Missing de Costa-Gavras  États-Unis
- Travail au noir (Moonlighting) de Jerzy Skolimowski  Royaume-Uni
- Un autre regard (Egymásra nézve) de Károly Makk  Hongrie
- Passion de Jean-Luc Godard  France
- L'Usure du temps (Shoot the Moon) d'Alan Parker  États-Unis
- Smithereens de Susan Seidelman  États-Unis
- Le Jour des idiots (Tag der Idioten) de Werner Schroeter  Allemagne
- Le Retour du soldat (The Return of the Soldier) d'Alan Bridges  Royaume-Uni
- Vent de sable (Rih al-raml) de Mohammed Lakhdar-Hamina  Algérie
- Yol, la permission (Yol) de Yılmaz Güney  Turquie

#### Un certain regard
La section Un certain regard comprend 16 films :
- Petites Guerres de Maroun Bagdadi
- Cinq et la peau de Pierre Rissient
- Les Délires du pouvoir (Das Tripas Coração) d'Ana Carolina
- Elia Kazan Outsider de Michel Ciment et Annie Tresgot
- Le Piège à rats (Elippathayam) d'Adoor Gopalakrishnan
- Le Vent (Finyè) de Souleymane Cissé
- New York, 42e rue (Forty Deuce) de Paul Morrissey
- Inventaire lausannois d'Yves Yersin
- L'Arbre de la connaissance (Kundskabens træ) de Nils Malmros
- Lettre à Freddy Buache de Jean-Luc Godard
- Monkey Grip de Ken Cameron
- Rendez-vous à la prochaine guerre (Nasvidenje v naslednji vojni) de Živojin Pavlović
- Rien (No eran nadie) de Sergio Bravo-Ramos
- Une larme de jeune fille (O lacrimă de fată) d'Iosif Demian
- Rosa pour sauver le rêve (Poza) de Christoforo Christofis
- Une villa aux environs de New York de Benoît Jacquot

#### Hors compétition
6 films sont présentés hors compétition :
- Brel de Frédéric Rossif
- E.T., l'extra-terrestre (E.T. the Extra-Terrestrial) de Steven Spielberg
- Intolérance (Intolerance: Love's Struggle Throughout the Ages) de D. W. Griffith
- Le Mystère Picasso de Henri-Georges Clouzot
- Parsifal de Hans-Jürgen Syberberg
- The Wall de Alan Parker

#### Séances spéciales
2 films sont présentés en séances spéciales :
- Bonjour monsieur Lewis de Robert Benayoun
- Chronopolis de Piotr Kamler

### Quinzaine des réalisateurs
La sélection officielle des longs métrages de la Quinzaine des réalisateurs se compose de 20 films.
- Poupées de roseau (Arais min kassab) de Jillali Ferhati
- At d'Ali Ozgentürk
- Batch '81 de Mike De Leon
- Bolívar, sinfonía tropikal de Diego Rísquez
- Dakhal de Goutam Ghose
- Falensterul de Savel Stiopul
- Heatwave de Phillip Noyce
- Índia, a Filha do Sol de Fábio Barreto
- Kaliyugaya de Lester James Peries
- Kisapmata de Mike De Leon
- La familia Orozco de Jorge Reyes
- L'Écran magique de Gianfranco Mingozzi
- Les Fleurs sauvages de Jean Pierre Lefebvre
- Les Papiers d'Aspern d'Eduardo de Gregorio
- Limuzyna Daimler-Benz de Filip Bajon
- Le Temps suspendu (Megáll az idő) de Péter Gothár
- La Femme tatouée (Sekka tomurai zashi) de Yōichi Takabayashi
- L'Épouvantail de mort (The Scarecrow) de Sam Pillsbury
- The Story of Woo Viet d'Ann Hui
- Too Far to Go de Fielder Cook

La sélection officielle des courts métrages de la Quinzaine des réalisateurs se compose de 6 films.
- Bogus de Ghislain Honoré et Jacques Lizzi
- Carry on Britannia de Stuart Rumens
- Cœurs marins de Carlos Porto de Andrade Junior
- Faces
- Gratia Plena
- Sopa de pollo de mama de Carlos Castillo

### Semaine de la critique
- L’Ange de Patrick Bokanowski (France)
- Des points sensibles de Piotr Andrejew (Pologne)
- Jom d'Ababacar Samb-Makharam (Sénégal)
- Mourir à trente ans de Romain Goupil (France)
- L’Ombre de la terre de Taieb Louhichi (Tunisie/France)
- Parti sans laisser d’adresse de Jacqueline Veuve (Suisse)
- Le Peintre de Göran du Rées et Christina Olofson (Suède)

## Palmarès
- Palme d'or (à l'unanimité, ex æquo) : Yol, la permission (Yol) de Yılmaz Güney et Missing de Costa-Gavras
- Grand prix spécial du jury : La Nuit de San Lorenzo (La Notte di San Lorenzo) de Paolo et Vittorio Taviani
- Prix du 35e anniversaire du Festival International du Film : Identification d'une femme (Identificazione di una donna) de Michelangelo Antonioni
- Prix d'interprétation masculine : Jack Lemmon pour Missing de Costa-Gavras
- Prix d'interprétation féminine : Jadwiga Jankowska-Cieslak pour Un autre regard (Egymásra nézve) de Karoly Makk
- Prix de la mise en scène : Werner Herzog pour Fitzcarraldo
- Prix du scénario : Jerzy Skolimowski pour Travail au noir (Moonlighting)
- Prix de la contribution artistique : Invitation au voyage (Don't follow me) de Peter Del Monte
- Grand Prix de la Commission supérieure technique du cinéma français : Raoul Coutard pour la photographie de Passion de Jean-Luc Godard
- Prix FIPRESCI de la Critique internationale (à l'unanimité) : Yol, la permission (Yol) de Yilmaz Güney
- Grand Prix de la Commission supérieure technique du cinéma français :
- Caméra d'or : Mourir à trente ans de Romain Goupil
- Palme d'or du court métrage : Merlin ou le Cours de l'or d'Arthur Joffé